# Tham mưu trưởng Lục quân Hoa Kỳ
Tham mưu trưởng Lục quân Hoa Kỳ (Chief of Staff of the United States Army) là sĩ quan cao cấp nhất trong Lục quân Hoa Kỳ và là một thành viên trong Bộ Tổng tham mưu Liên quân Hoa Kỳ. Trước năm 1903, người đứng đầu Lục quân Hoa Kỳ là Tướng tư lệnh Lục quân Hoa Kỳ (Commanding General of the United States Army).
Ban lãnh đạo cao cấp của Lục quân Hoa Kỳ gồm có hai người trong giới dân sự - Bộ trưởng Lục quân Hoa Kỳ và Thứ trưởng Lục quân Hoa Kỳ - và hai sĩ quan quân sự - Tham mưu trưởng Lục quân Hoa Kỳ và Tham mưu phó Lục quân Hoa Kỳ.
Tham mưu trưởng Lục quân báo cáo trực tiếp đến Bộ trưởng Lục quân Hoa Kỳ về các vấn đề liên quan đến lục quân và trợ giúp bộ trưởng về các chức năng công việc bên ngoài như: giới thiệu và thi hành những chính sách, kế hoạch và chương trình của bộ lục quân. Tham mưu trưởng đệ trình ngân sách và kế hoạch của lục quân cho Bộ trưởng Quốc phòng Hoa Kỳ, ngành hành pháp và Quốc hội Hoa Kỳ. Tham mưu trưởng cũng hướng dẫn Tổng Thanh tra thực hiện việc thanh tra và điều tra như được yêu cầu. Tham mưu trưởng cũng là người chủ trì bộ tham mưu lục quân và đại diện cho khả năng, nhu cầu, chính sách và các chương trình của lục quân trong các diễn đàn chung. Dưới quyền Bộ trưởng Lục quân Hoa Kỳ, Tham mưu trưởng cũng có thể điều động nhân lực và nguồn lực của Lục quân đến các vị tư lệnh các Bộ tư lệnh Tác chiến Thống nhất. Ông cũng thực thi các chức năng khác được nhắc trong Mục 3033, Điều 10, Bộ luật Hoa Kỳ hay giao trách nhiệm hoặc các bổn phận đó cho các sĩ quan khác trong bộ máy hành chính của mình dưới danh nghĩa của mình. Cũng giống như các vị tham mưu trưởng liên quân khác, chức vị Tham mưu trưởng Lục quân Hoa Kỳ chỉ là 1 chức vụ hành chính và không có thực quyền tư lệnh tác chiến đối với các lực lượng quân sự Hoa Kỳ kể từ khi Đạo luật Goldwater-Nichols được thông qua vào năm 1986. Lương căn bản của Tham mưu trưởng Lục quân Hoa Kỳ là $19.326,60 một tháng.
Tham mưu trưởng Lục quân Hoa Kỳ do Tổng thống Hoa Kỳ đề cử và phải được đa số phiếu xác nhận từ Thượng viện Hoa Kỳ. Theo luật, Tham mưu trưởng được bổ nhiệm là một vị đại tướng 4-sao. Tham mưu trưởng hiện tại là Đại tướng Randy A. George.

## Danh sách các Tham mưu trưởng Lục quân Hoa Kỳ
|                         | Tên                                     | Hình | Bắt đầu nhiệm kỳ | Chấm dứt nhiệm kỳ |
| ----------------------- | --------------------------------------- | ---- | ---------------- | ----------------- |
| 1.                      | Trung tướng Samuel B. M. Young          |      | 15/08/1903       | 08/01/1904        |
| 2.                      | Trung tướng Adna Chaffee                |      | 19/08/1904       | 14/01/1906        |
| 3.                      | Trung tướng John C. Bates               |      | 15/01/1906       | 13/01/1906        |
| 4.                      | Thiếu tướng J. Franklin Bell            |      | 14/04/1906       | 21/041910         |
| 5.                      | Thiếu tướng Leonard Wood                |      | 22/04/1910       | 21/04/1914        |
| 6.                      | Thiếu tướng William Wallace Wotherspoon |      | 22/04/1914       | 16/11/1914        |
| 7.                      | Thiếu tướng Hugh L. Scott               |      | 17/11/1914       | 22/09/1917        |
| 8.                      | Đại tướng Tasker H. Bliss               |      | 23/09/1917       | 19/05/1918        |
| 9.                      | Đại tướng Peyton C. March               |      | 20/05/1918       | 30/06/1921        |
| 10.                     | Đại thống tướng John J. Pershing        |      | 01/07/1921       | 13/09/1924        |
| 11.                     | Thiếu tướng John L. Hines               |      | 14/09/1924       | 20/11/1926        |
| 12.                     | Đại tướng Charles Pelot Summerall       |      | 21/11/1926       | 20/11/1930        |
| 13.                     | Đại tướng Douglas MacArthur             |      | 21/11/1930       | 01/10/1935        |
| 14.                     | Đại tướng Malin Craig                   |      | 02/10/1935       | 31/08/1939        |
| 15.                     | Thống tướng George Marshall             |      | 01/09/1939       | 18/11/1945        |
| 16.                     | Thống tướng Dwight D. Eisenhower        |      | 19/11/1945       | 06/02/1948        |
| 17.                     | Thống tướng Omar Bradley                |      | 07/02/1948       | 15/08/1949        |
| 18.                     | Đại tướng J. Lawton Collins             |      | 16/08/1949       | 14/08/1953        |
| 19.                     | Đại tướng Matthew B. Ridgway            |      | 15/08/1953       | 29/06/1955        |
| 20.                     | Đại tướng Maxwell D. Taylor             |      | 30/06/1955       | 30/061959         |
| 21.                     | Đại tướng Lyman L. Lemnitzer            |      | 01/07/1959       | 30/09/1960        |
| 22.                     | Đại tướng George H. Decker              |      | 01/10/1960       | 30/09/1962        |
| 23.                     | Đại tướng Earle G. Wheeler              |      | 01/10/1962       | 02/07/1964        |
| 24.                     | Đại tướng Harold K. Johnson             |      | 03/07/1964       | 02/07/1968        |
| 25.                     | Đại tướng William C. Westmoreland       |      | 03/07/1968       | 30/06/1972        |
| (Quyền tham mưu trưởng) | Đại tướng Bruce Palmer, Jr.             |      | 01/07/1972       | 11/10/1972        |
| 26.                     | Đại tướng Creighton W. Abrams           |      | 12/10/1972       | 04/09/1974        |
| 27.                     | Đại tướng Frederick C. Weyand           |      | 03/10/1974       | 30/09/1976        |
| 28.                     | Đại tướng Bernard W. Rogers             |      | 01/10/1976       | 21/06/1979        |
| 29.                     | Đại tướng Edward C. Meyer               |      | 22/06/1979       | 21/06/1983        |
| 30.                     | Đại tướng John A. Wickham, Jr.          |      | 23/07/1983       | 23/06/1987        |
| 31.                     | Đại tướng Carl E. Vuono                 |      | 23/06/1987       | 21/06/1991        |
| 32.                     | Đại tướng Gordon R. Sullivan            |      | 21/06/1991       | 20/06/1995        |
| 33.                     | Đại tướng Dennis J. Reimer              |      | 20/06/1995       | 21/06/1999        |
| 34.                     | Đại tướng Eric K. Shinseki              |      | 21/06/1999       | 11/06/2003        |
| 35.                     | Đại tướng Peter J. Schoomaker           |      | 01/08/2003       | 10/04/2007        |
| 36.                     | Đại tướng George W. Casey, Jr.          |      | 10/04/2007       | 11/04/2011        |
| 37.                     | Đại tướng Martin E. Dempsey             |      | 11/04/2011       | 30/5/2011         |
| 38.                     | Đại tướng Raymond Odierno               |      | 30/5/2011        | 14/8/2015         |
| 39.                     | Đại tướng Mark Miley                    |      | 14/8/2015        | 9/8/2019          |
| 40.                     | Đại tướng James C. McConville           |      | 9/8/2019         | 4/8/2023          |
| 41.                     | Đại tướng Randy A. George               |      | 4/8/2023         | Đương nhiệm       |